# NGC 3196
NGC 3196 ist eine linsenförmige Galaxie vom Hubble-Typ S0 im Sternbild Löwe. Sie ist schätzungsweise 673 Millionen Lichtjahre von der Milchstraße entfernt.
Das Objekt wurde am 11. April 1785 von Wilhelm Herschel entdeckt.